# Armadilloniscus malaccensis
Armadilloniscus malaccensis är en kräftdjursart som beskrevs av Stefano Taiti och Franco Ferrara 1989. Armadilloniscus malaccensis ingår i släktet Armadilloniscus och familjen Detonidae. Inga underarter finns listade i Catalogue of Life.